# Internationale Filmfestspiele von Cannes 1946
Die 1. Internationalen Filmfestspiele von Cannes 1946 fanden vom 20. September bis zum 5. Oktober 1946 statt.
Präsident der ersten Jury der Filmfestspiele Cannes war der französische Historiker Georges Huisman. Eine Goldene Palme wurde in den Anfangsjahren noch nicht vergeben. Die Jury vergab zum Ende des Festivals 11 Grand Prix, die gleichberechtigt vergeben wurden.

## Wettbewerb
Folgende Filme standen im ersten Wettbewerb der Filmfestspiele (Preisträgertitel farblich hervorgehoben):
| Filmtitel                        | Regisseur                  | Produktionsland         | Darsteller (Auswahl)                         |
| Anna und der König von Siam      | John Cromwell              | USA                     | Irene Dunne, Rex Harrison                    |
| Der Bandit                       | Alberto Lattuada           | Italien                 | Anna Magnani                                 |
| Begegnung                        | David Lean                 | Großbritannien          | Celia Johnson, Trevor Howard                 |
| Berüchtigt                       | Alfred Hitchcock           | USA                     | Cary Grant, Ingrid Bergman, Claude Rains     |
| Blut und Feuer                   | Anders Henrikson           | Schweden                |                                              |
| Morphium                         | Johan Jacobsen             | Dänemark                |                                              |
| Caesar und Cleopatra             | Gabriel Pascal             | Großbritannien          | Claude Rains, Vivien Leigh, Stewart Granger  |
| Camões                           | José Leitão de Barros      | Portugal                |                                              |
| Donia                            | Mohamed Karim              | Ägypten                 |                                              |
| Die drei Musketiere              | Miguel M. Delgado          | Mexiko                  |                                              |
| Es war einmal                    | Jean Cocteau               | Frankreich              | Jean Marais, Josette Day                     |
| Gilda                            | Charles Vidor              | USA                     | Rita Hayworth, Glenn Ford                    |
| Un Giorno nella vita             | Alessandro Blasetti        | Italien                 | Massimo Girotti                              |
| Glinka                           | Leo Arnstam                | Sowjetunion             |                                              |
| Die große Wende                  | Friedrich Ermler           | Sowjetunion             |                                              |
| Das Haus der Lady Alquist        | George Cukor               | USA                     | Charles Boyer, Ingrid Bergman, Joseph Cotten |
| Iris och löjtnantshjärta         | Alf Sjöberg                | Schweden                | Stig Järrel, Mai Zetterling                  |
| Die letzte Chance                | Leopold Lindtberg          | Schweiz                 |                                              |
| Der letzte Schleier              | Compton Bennett            | Großbritannien          | James Mason, Ann Todd, Herbert Lom           |
| Mädchen Nr. 217                  | Michail Romm               | Sowjetunion             |                                              |
| Make Mine Music                  | Walt Disney                | USA                     | Zeichentrickfilm                             |
| Maria Candelaria                 | Emilio Fernández           | Mexiko                  | Dolores del Río, Pedro Armendáriz            |
| Le Miserie del Signor Travet     | Mario Soldati              | Italien                 | Carlo Campanini                              |
| Muzi bez krídel                  | František Čáp              | Tschechoslowakei        |                                              |
| Neecha Nagar                     | Chetan Anand               | Indien                  |                                              |
| Paganini                         | Bernard Knowles            | Großbritannien          | Stewart Granger                              |
| Patrie                           | Louis Daquin               | Frankreich              |                                              |
| Le Père tranquille               | René Clément               | Frankreich              |                                              |
| Rhapsodie in Blau                | Irving Rapper              | USA                     | Robert Alda, Joan Leslie, Charles Coburn     |
| Rom, offene Stadt                | Roberto Rossellini         | Italien                 | Aldo Fabrizi, Anna Magnani                   |
| Rote Wiesen                      | Bodil Ipsen, Lau Lauritzen | Dänemark                |                                              |
| Schatten der Vergangenheit       | Christian-Jaque            | Frankreich              | Louis Jouvet                                 |
| Schienenschlacht                 | René Clément               | Frankreich              |                                              |
| Sei gegrüßt, Moskau              | Sergei Jutkewitsch         | Sowjetunion             |                                              |
| Die steinerne Blume              | Alexander Ptuschko         | Frankreich, Sowjetunion |                                              |
| Stille Helden                    | Basil Dearden              | Großbritannien          | Michael Redgrave                             |
| Três Dias Sem Deus               | Bárbara Virgínia           | Portugal                |                                              |
| Und es ward Licht                | Jean Delannoy              | Frankreich              | Pierre Blanchar, Michèle Morgan              |
| Die Ungeliebte                   | Otakar Vávra               | Tschechoslowakei        |                                              |
| Das verlorene Wochenende         | Billy Wilder               | USA                     | Ray Milland, Jane Wyman                      |
| Verschwörung gegen Tod und Hölle | Giacomo Gentilomo          | Italien                 | Gino Bechi                                   |
| Der Wundermann                   | H. Bruce Humberstone       | USA                     | Danny Kaye, Virginia Mayo                    |
| Soja                             | Leo Arnstam                | Sowjetunion             |                                              |

## Preisträger
Den Grand Prix zu gleichen Teilen erhielten folgende Filme:
- Begegnung von David Lean
- Die letzte Chance von Leopold Lindtberg
- Das verlorene Wochenende von Billy Wilder
- Iris och löjtnantshjärta von Alf Sjöberg
- Maria Candelaria von Emilio Fernández
- Muži bez křídel von František Čáp
- Neecha Nagar von Chetan Anand
- Rom, offene Stadt von Roberto Rossellini
- Rote Wiesen von Bodil Ipsen und Lau Lauritzen
- Und es ward Licht von Jean Delannoy
- Die große Wende von Friedrich Ermler

## Weitere Preise
- Bester Schauspieler: Ray Milland in Das verlorene Wochenende[2]
- Beste Schauspielerin: Michèle Morgan in Und es ward Licht (« La Symphonie pastorale »)[2]
- Bester Regisseur: René Clément für Schienenschlacht
- Beste Kamera: Gabriel Figueroa für Maria Candelaria
- Bestes Zeichentrickdesign: Make Mine Music
- Bester Farbfilm: Die steinerne Blume
- Internationaler Friedenspreis: Die letzte Chance
- Preis der internationalen Jury: Schienenschlacht